# Guerras berberiscas
Las guerras berberiscas (o guerras de Trípoli) fueron dos conflictos que tuvieron lugar entre los Estados Unidos de América y los Estados berberiscos del norte de África, de 1801 a 1805 durante la primera guerra y en 1815 durante la Segunda Guerra de Berbería.
El conflicto tiene su origen en la demanda pirata del pago de un tributo a los navíos mercantes americanos que circulaban por el mar Mediterráneo y por el secuestro de americanos y europeos para obtener un rescate o para el comercio de esclavos. La fuerza naval estadounidense atacó los puertos donde se encontraban los piratas berberiscos para poner fin a la actividad pirata.